# Tong (anatomie)

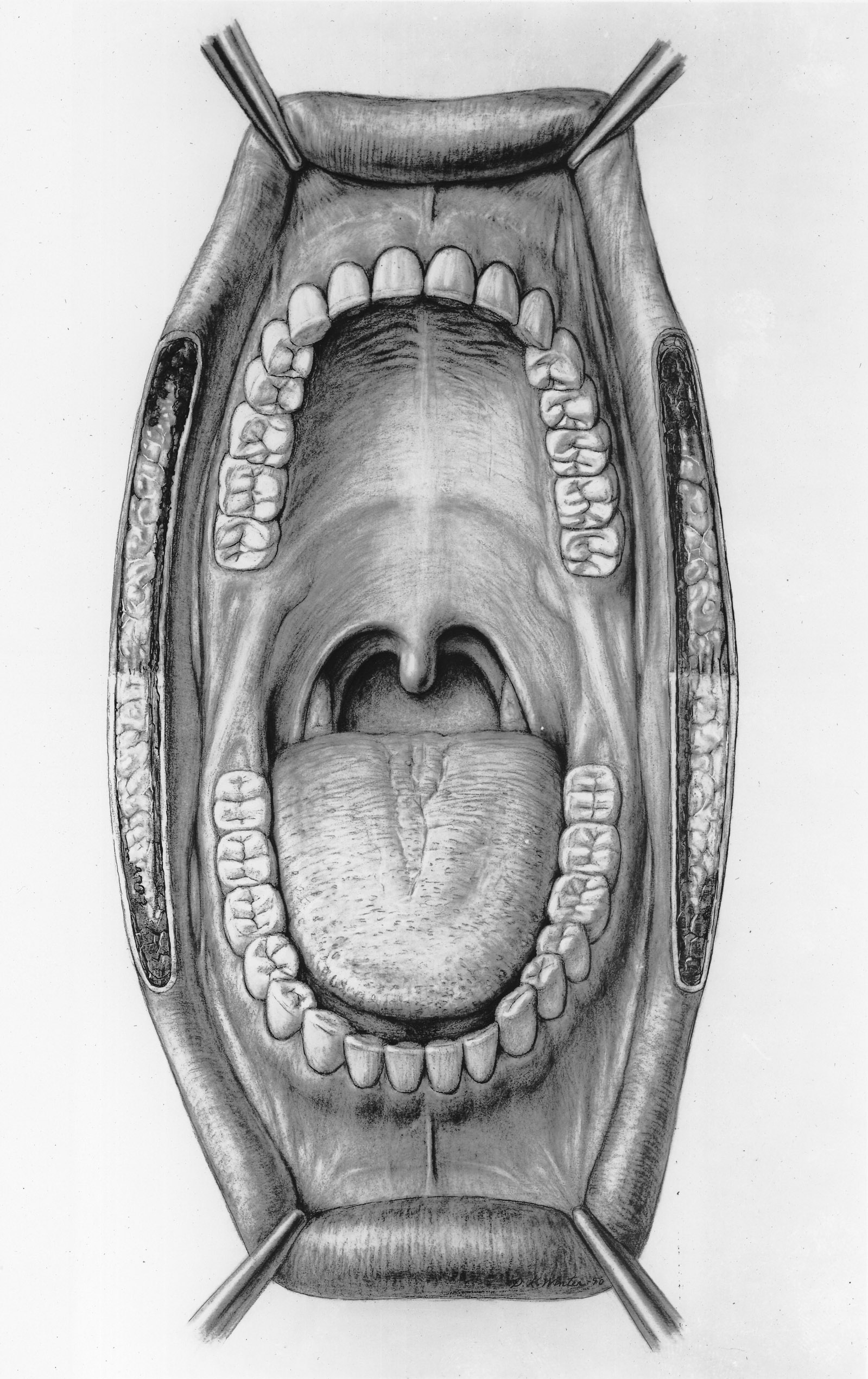
mond - Otis Archives

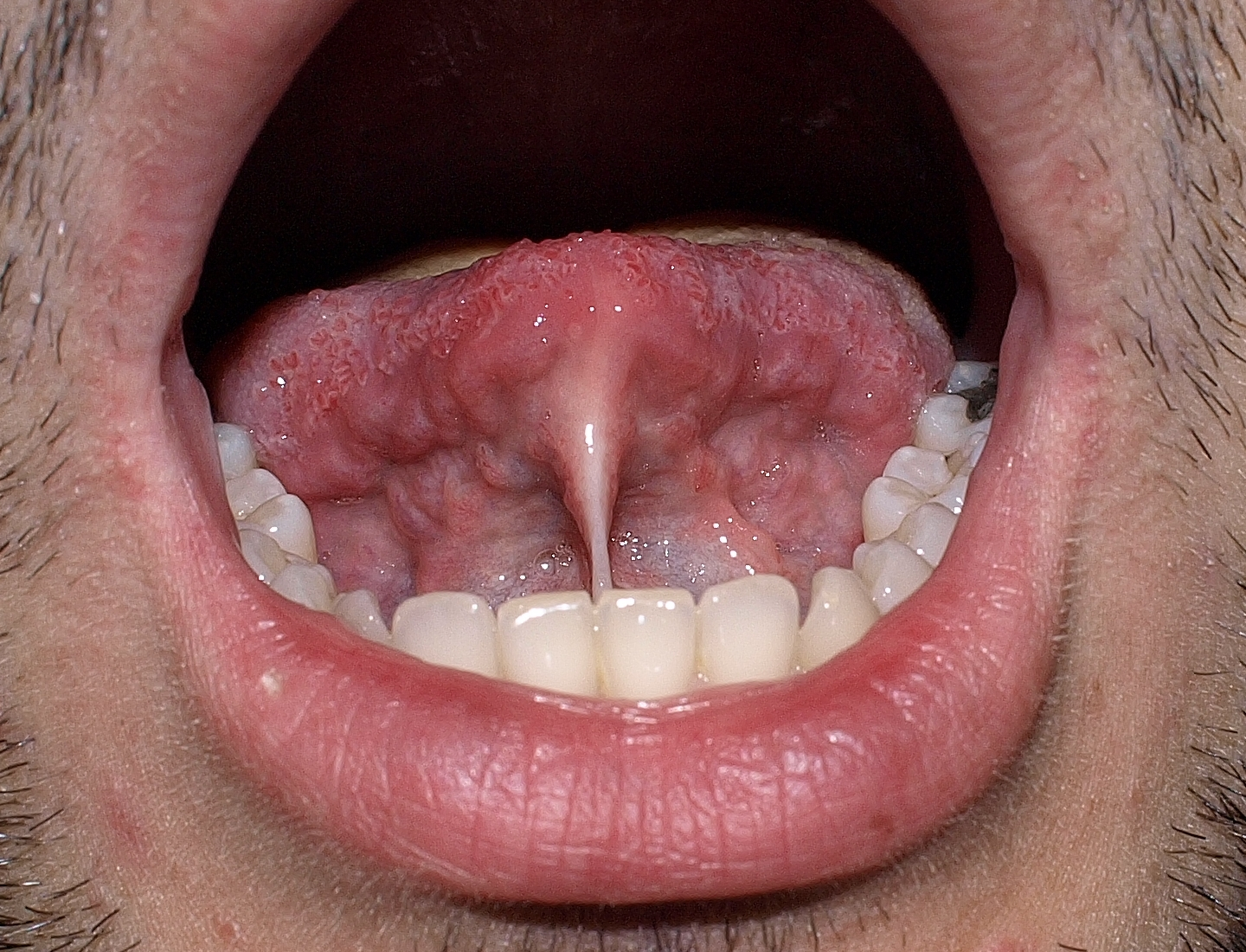
tongriem

De tong is een gespierd orgaan in de mond van mensen en de meeste andere gewervelden. Het speelt in het algemeen een belangrijke rol bij het kauwen, slikken, de smaakgewaarwording, en het reinigen van de tanden en kiezen. Het heeft hiernaast nog allerlei andere specifieke functies. De tong bestaat behalve de huid bijna alleen uit spier

## Menselijke tong
De tong vervult bij mensen behalve het waarnemen van smaken een zeer belangrijke rol bij de articulatie van spraakklanken. De uitgang van een aantal speekselklieren zit onder de tong, die bijdragen aan de eerste fase van de spijsvertering.
De menselijke tong bestaat voornamelijk uit spieren. Door de extrinsieke spieren, de musculus genioglossus, musculus hyoglossus, musculus styloglossus en musculus palatoglossus, wordt de tong verbonden met de onderkaak, het tongbeen, vooraan in de keel, en de schedelbasis. Deze spieren kunnen de positie van de tong in de mond veranderen. De spieren van de tong zelf, de intrinsieke spieren, de musculus longitudinalis superior linguae, musculus longitudinalis inferior linguae, verticale tongspier en dwarse tongspier, zorgen voor de vormveranderingen. De tong kan met deze acht spieren dus op acht verschillende manieren worden bewogen. De tong zit verder aan de onderzijde met de tongriem aan de mondbodem bevestigd. Doordat de tong aan de voorzijde vrij eindigt, is dit de flexibelste spier van het lichaam.
De tong is met een groot aantal papillen bekleed. De meest voorkomende is de filivormige papil. De andere soorten papillen zorgen ervoor dat de mens de verschillende smaken kan proeven. Deze kunnen allemaal de smaken zoet, bitter, umami, zout en zuur onderscheiden. In de 20e eeuw heeft de misvatting geheerst dat de verschillende smaakgewaarwordingen op verschillende gebieden van de tong zouden plaatsvinden. Dit berust op een verkeerde interpretatie van onderzoeksgegevens uit de 19e eeuw.
De tong wordt vooral door de tongslagader, de arteria lingualis, van bloed voorzien, maar krijgt ook bloed via het tonsillaire deel van de gezichtsslagader, dat tussen de musculus pterygoideus medialis en de musculus styloglossus ligt.
De tong is een essentieel orgaan bij het spreken, het is een van de organen die de fonetiek van de mens bepalen.
Soms worden bij wijze van lichaamsversiering piercings door de tong heen aangebracht. Tongsplijting is een andere manier om het lichaam te versieren.
Wanneer de keel moet worden onderzocht, kan de tong met behulp van een tongspatel op de mondbodem worden gedrukt om zicht te krijgen op het achterliggende gebied, de orofarynx.

### Pathologie
- Aardbeientong - symptoom dat wordt gezien bij streptokokkeninfecties
- Ankyloglossie - aangeboren afwijking, waarbij de tong geheel of gedeeltelijk met de mondbodem is samengegroeid en daardoor minder beweeglijk is
- Haartong of lingua villosa
- Halitose -  Mondgeur kan van bacteriën komen, die voornamelijk in het tongbeslag op het achterste deel van de tongrug liggen. Het tongbeslag kan met een tongschraper worden verwijderd.
- Landkaarttong of lingua geographica
- Lingua fissurata
- Macroglossie - te grote tong
- Microglossie - te kleine tong
- Candidiasis of spruw - schimmelinfectie
- Struma van de tong
- Tongcarcinoom - vorm van kanker

## Dieren
Een tong die uit een groot aantal spieren bestaat is specifiek kenmerkend voor viervoeters, maar is bij vissen alleen in rudimentaire vorm aanwezig. Bij honden dient de tong onder andere om de lichaamswarmte te reguleren. Honden en katten gebruiken hun tong ook om zichzelf mee te reinigen.

## Vergelijkbare organen
Bij niet-gewervelden komen soms organen voor die qua functie min of meer met de tong zijn vergelijken, een analoge hebben. Dat zijn bijvoorbeeld de proboscis bij vlinders en de radula bij weekdieren, maar die liggen in de evolutie niet in elkaars verlengde. De betreffende organen zijn dus niet homoloog aan de tong bij gewervelden.

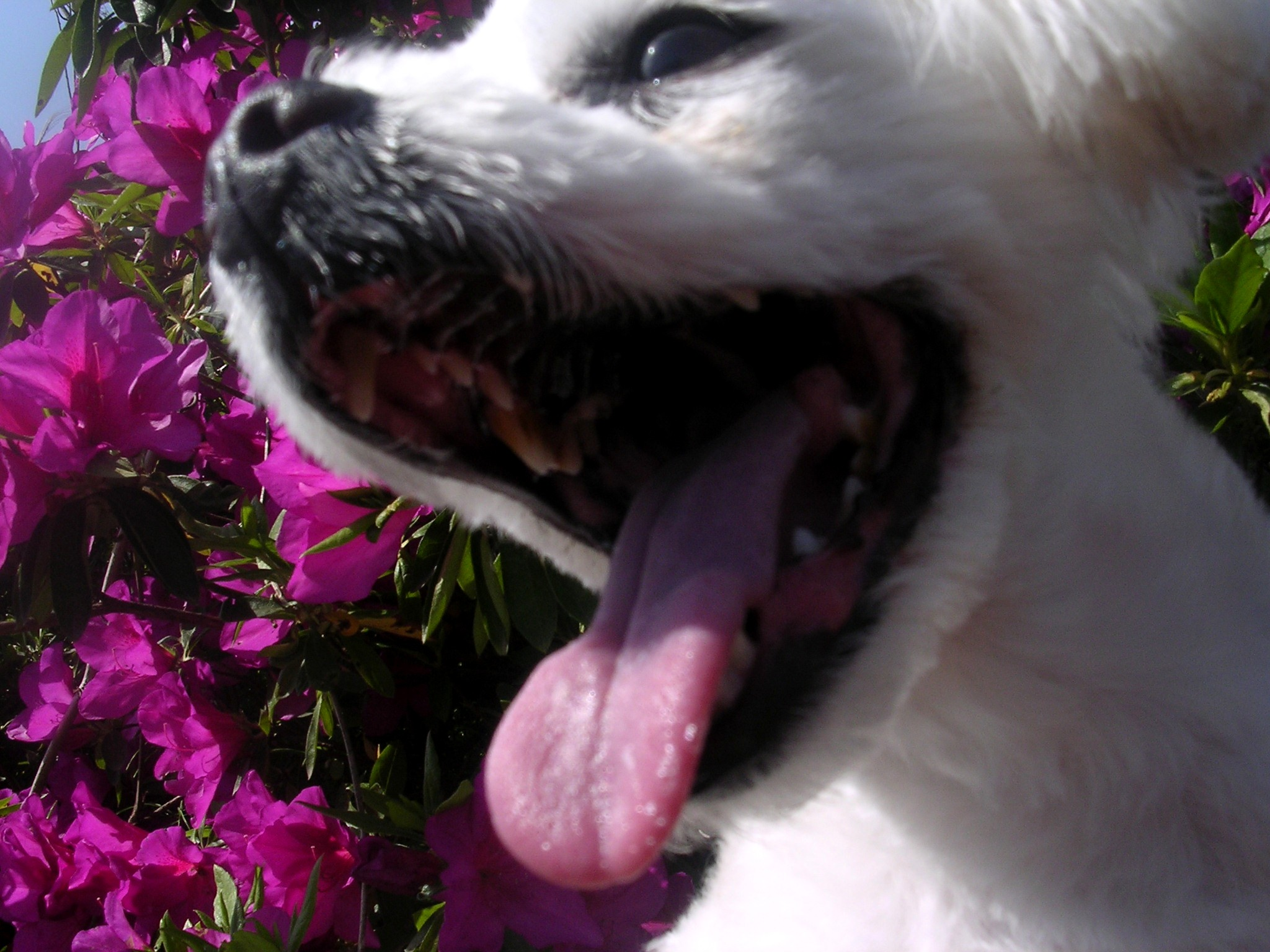
tong van een hond
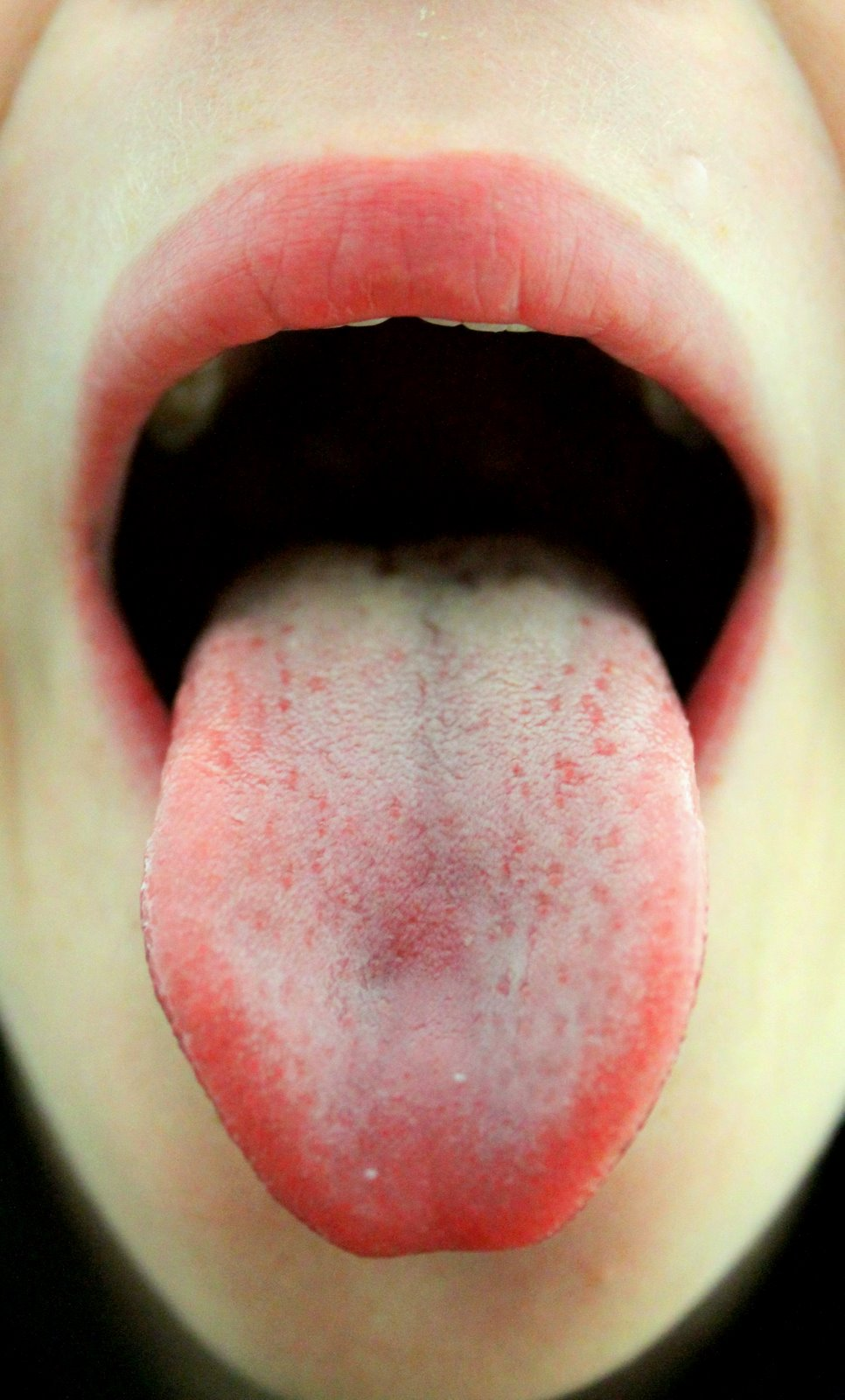
menselijke tong
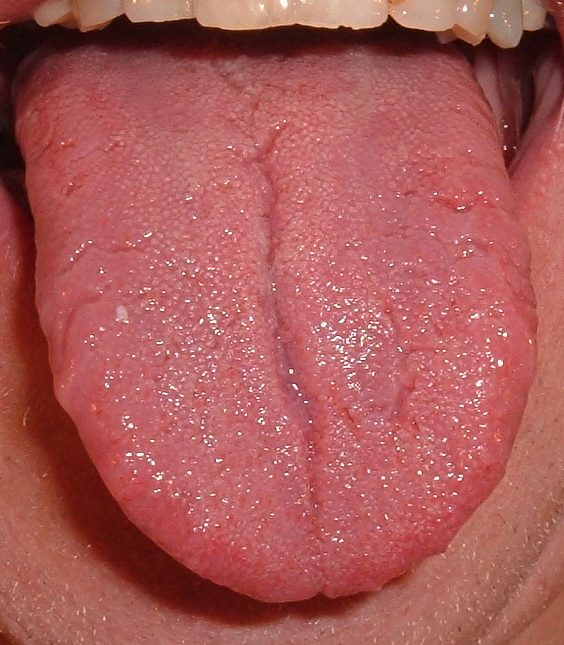
aandoening: mensentong met groeven, lingua plicata
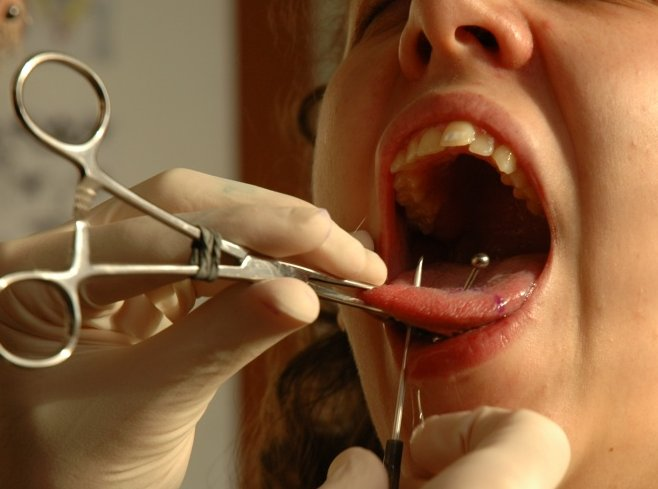
aanbrengen van een tongpiercing